# Parafia św. Apostołów Mateusza i Macieja w Raciborzu
Parafia pw. św. św. Apostołów Mateusza i Macieja – parafia rzymskokatolicka mieszcząca się w Raciborzu-Brzeziu, została wybudowana w roku 1904, należąca do dekanatu pogrzebieńskiego

## Historia

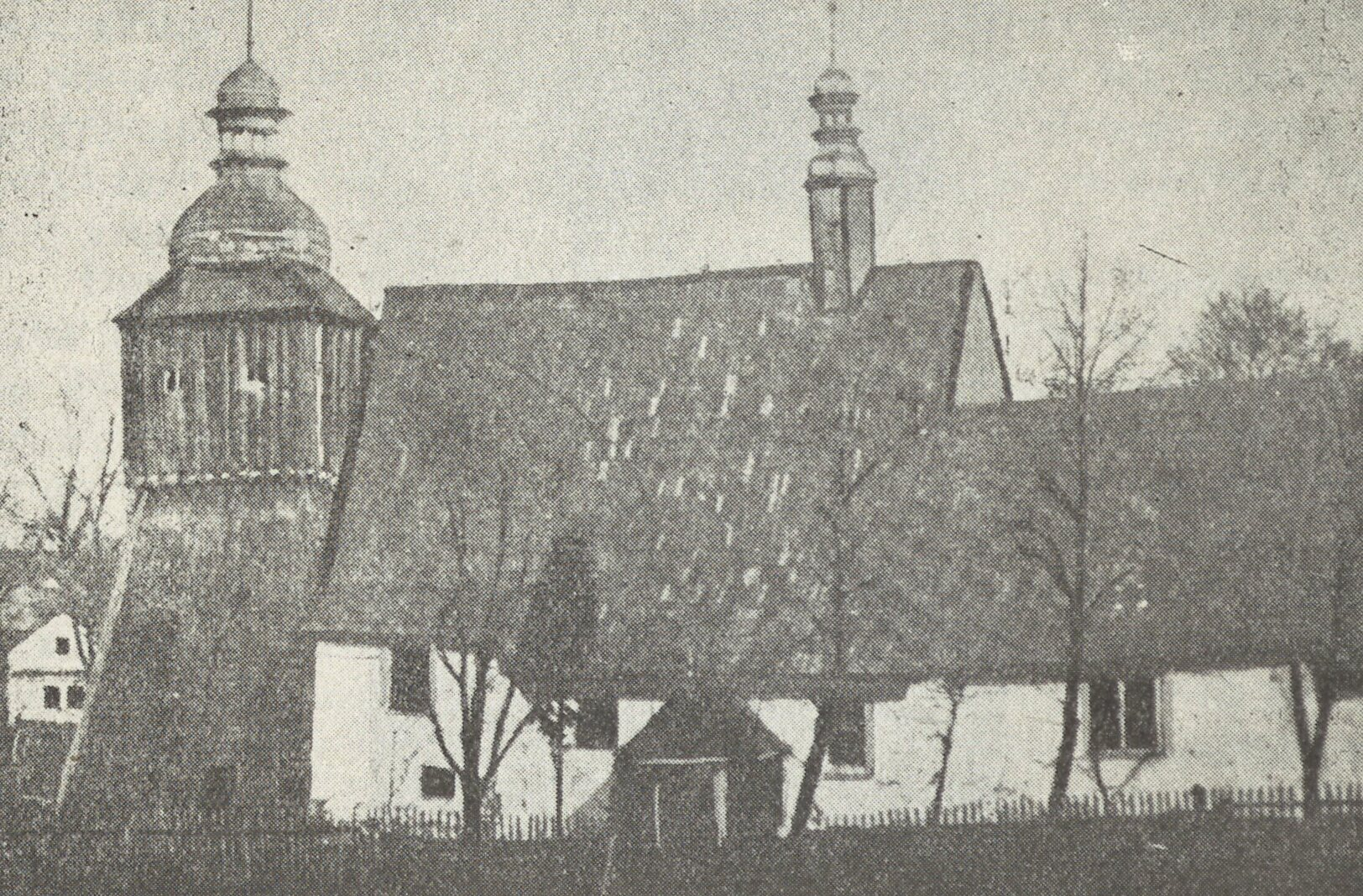
Stary kościół

W 1888 zaczęto rokowania z patronem (fiskusem pruskim) co do budowy nowego większego kościoła. Pierwszy bardzo piękny plan i projekt nowego kościoła został odrzucony przez rejencję w Opolu, która sama sporządziła drugi projekt, który został znowu odrzucony przez ministra. Minister kazał sporządzić trzeci projekt w Ministerstwie Robót Publicznych w Berlinie. Autorem trzeciego, ostatecznego projektu z 1903 roku był Oskar Hossfeld. Kościół został wybudowany w latach 1904–1906.
Starania o budowę kościoła dla miejscowości Brzezia i Nieboczów, które od niepamiętnych lat stale są ze sobą związane tradycją kościelną, poparł proboszcz z Pogrzebienia ks. Muras następnie ks. Józef Nowak, on to redaguje pisma i do niego kierowana jest korespondencja. Równolegle do pisemnych starań w rejencji w Opolu i władzach pruskich był przygotowywany plac pod budowę. Wyciąg z map geodezyjnych upatrzonych działek gruntu nosi datę 25 października 1892 r. obejmuje grunty: Solich Johanna zamężna Fiołka II (od strony obecnej szkoły) o powierzchni 19 ar 62m2, Solich Franciszek i Johanna (od strony drogi na probostwo) o powierzchni 21ar 53 m² oraz działka będąca w dzierżawie przez Wynglorz Józefa zamężna Bisaletz (róg od ul. Serafina Myśliwca i drogi na prob.) o powierzchni 5ar 31 m², którą w imieniu Gminy reprezentował wójt Karol Gawliczek. 
Po uzyskaniu zgody (dziś użylibyśmy określenia lokalizacji), w 1898 ks. prob. Nowak był zmuszony zaniechać sprawę budowy kościoła w Brzeziu, bo został powołany na proboszcza do Lubomi. W roku 1899 proboszczem w parafii pogrzebieńskiej, do której wówczas również Brzezie i Nieboczowy należały, zostaje ks. prob. Karol Riedel, on staje się budowniczym kościoła, a do Brzezia od samego początku miał upodobanie.
25 września 1904  na odpust św. Mateusza i Macieja położono uroczyście kamień węgielny pod nowo budowany kościół w obecności wielu księży z okolicy i bardzo licznie zgromadzonego ludu. Ks. dziekan Kałuża z Rogowa wygłosił polską przedmowę, po czym ks. prob. Riedel z Pogrzebienia odczytał dokument, który wmurowano w kamień węgielny. Po ceremonii położenia i zamurowania kamienia węgielnego, dokonanej przez ks. dziekana Kałużę, powrócono w procesji do starego kościółka, gdzie udzielono wiernym błogosławieństwa. 
Budowa nowego kościoła postępowała z wielką szybkością. Dnia 3 października 1906 roku wciągnięto trzy dzwony na wieżę nowego kościoła, a już w niedzielę 4 listopada tegoż roku odbyło się jego poświęcenie, którego dokonał ks. prob. Riedel z Pogrzebienia. Kazanie polskie wygłosił zasłużony ks. Wajda z Kielczy (urodzony w Nieboczowach, ochrzczony w Pogrzebieniu, w Brzeziu odbyły się jego prymicje). Po nabożeństwie przeniesiono Przenajświętszy Sakrament ze starego kościółka do nowej świątyni. 
Od 1996, na okazję 90-lecia poświęcenia kościoła, kościół został oświetlony. Kościół przez iluminację stał się urokliwy, szczególnie wieczorem. Oświetlone ulice i kościół, rozłożone na urozmaiconym zboczu są z daleka widoczne i stanowią piękną panoramę widoczną z daleka.

## Proboszczowie[3]
- ks. Feliks Borzucki (1913 – 1938)
- ks. Alfons Fross (1938 – 1945)
- ks. Franciszek Klimza (1945 – 1955)
- ks. Achilles Niesporek, administrator (1955 – 1956)
- ks. Rudolf Adamczyk, administrator (1956)
- ks. Alfred Wołowczyk, administrator (1957 – 1958), proboszcz (1958 – 1978)
- ks. Alojzy Ostrowski, proboszcz (1978 – 1996)
- ks. Antoni Pieczka, proboszcz (1996 – 1998)
- ks. Kazimierz Kopeć, proboszcz (2002 – 2011)
- ks. Bogdan Rek, proboszcz (2011 – nadal)

### Aktualny proboszcz
31 lipca 2011 dekretem ks. abpa Damiana Zimonia, nowym proboszczem parafii pod wezwaniem św. Apostołów Mateusza i Macieja w Brzeziu mianowany został ks. Bogdan Rek. 

## Grupy parafialne
Na terenie parafii działa kilka grup parafialnych:
- Ministranci,
- Dzieci Maryi,
- Żywy Różaniec Młodych,
- Żywy Różaniec,
- Chór.